# Комса (культура)

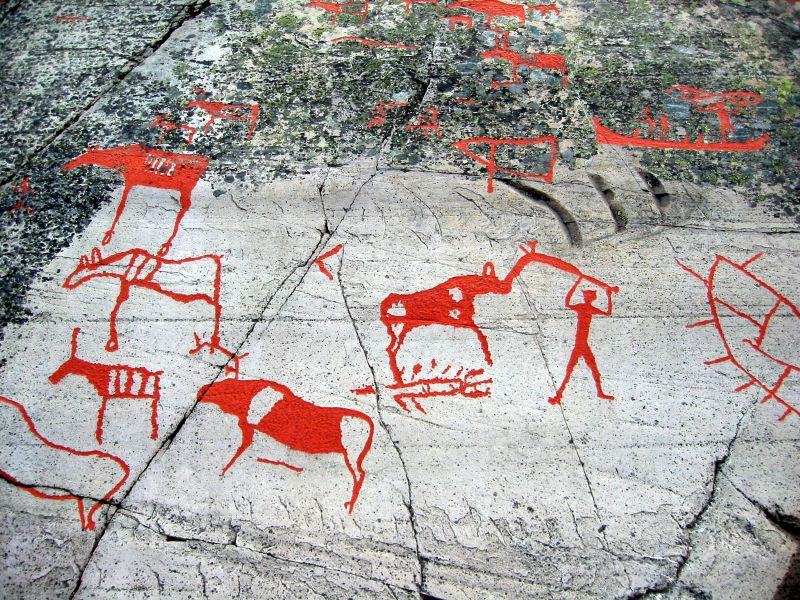
Наскальные рисунки в Альте

Культура Комса — термин для археологической культуры охотников и собирателей эпохи позднего палеолита и раннего мезолита Северной Фенноскандии.
Культура была описана на основании особого типа орудий, распространённого на севере Норвегии около 10 тысяч лет до н. э. и названа в честь горы Комса в общине Альта, провинция Финнмарк, где в 1925 году были обнаружены первые памятники орудий данного типа.
С 1970-х годов норвежские археологи рассматривают классификацию орудий на типы «комса» (к северу от Полярного круга) и «фосна» (в шведском варианте — хенсбаска) (фьорд Осло) как устаревшую. С тех пор ими принято рассматривать эти два типа орудий как свойственные одной и той же культуре.
Недавние археологические находки в Финляндской Лапландии первоначально рассматривались как материковый вариант культуры комса примерно того же возраста, что и ранние находки на побережье Норвегии и Кольского полуострова. В настоящее время данный материал считается связанным с современными пост-свидерскими культурами северной и центральной России и восточной Балтики, а значит, отражает их раннее вторжение в северную Скандинавию.
Норвежские археологи считают, что наиболее ранние поселенцы прибыли на побережье Северной Норвегии с западного и юго-западного побережья Норвегии, и в свою очередь, происходили от аренсбургской культуры эпохи палеолита северо-западной Европы. Они предполагают, что носители культуры Комса следовали по побережью Норвегии за отступающим ледником в конце последнего оледенения (между 11000 и 8000 гг. до н. э.), открывая новые земли для заселения. Некоторые могли переселиться на территорию современного Финнмарка с северо-востока, возможно, переходя по освободившемуся от оледенения побережью Кольского полуострова, хотя фактические данные в пользу этой точки зрения, ранее широко распространённой ещё в 1980-е годы, по мнению норвежских археологов, всё ещё невелики.
Археологические находки показывают, что «культура комса» была ориентирована почти исключительно на морской образ жизни, занималась охотой на тюленя, была весьма искусной в сооружении лодок и рыбалке. По сравнению с изготовителями орудий типа «Фосна» той же археологической культуры на юге Норвегии, орудия типа «комса» и другие их приспособления довольно грубы, что объясняется малым количеством кремня в данном регионе.
Серия (около 30) радиоуглеродных определений (С-14) дала возраст в интервале 10300—8000 лет назад.
Советские археологи доказали, что данная культура происходит из северной части Восточной Европы, что блестяще подтвердилось последними палеогенетическими исследованиями норвежских генетиков, которые реконструируют путь этих людей из района Онежского озера — Баренцевого моря, через Финнмарк и по побережью Северной Норвегии.